# Arseniato de sodio
El arseniato de sodio es un compuesto inorgánico, sólido, incoloro y altamente tóxico, perteneciente a la familia de los compuestos arsenicales inorgánicos. Es bastante frecuente confundirlo con el Arsenito de sodio, pero no es el mismo compuesto. Los compuestos arsenicales inorgánicos son clasificados como oncogénicos. Se usa como insecticida. El 1% de los hogares americanos lo usan para combatir las plagas de hormigas.

## Producción
El compuesto puede obtenerse neutralizando el ácido arsénico:
H3AsO4 + 3 NaOH   →    Na3AsO4 + 3 H2O

## Propiedades físico-Químicas
Su fórmula química es NaH2AsO4.H2O. La  formulación exacta: Hidrogenoarseniato de disodio heptahidrato. Otras sales relacionadas también son llamadas arseniato de sodio, como el  Na2HAsO4 y  Na3AsO4. Su Punto de ebullición es de 180 °C, y su punto de fusión es de 130 °C. Su solubilidad en agua, en g/100 ml a 0 °C es de 5.46.
Si se calienta intensamente se descompone produciendo humos tóxicos, entre los cuales se incluye el  arsénico y óxidos de arsénico. Tiene la capacidad de reaccionar con oxidantes y ácidos fuertes, además de metales como hierro, aluminio o cinc, originando peligro de incendio y explosión.
El Arseniato de sodio a 20 °C sufre una evaporación y puede alcanzar lentamente una concentración nociva en el aire, pero por pulverización o dispersión lo hará mucho más rápido.

## Efectos en la salud humana

### Efectos agudos
Entre sus efectos nocivos a corto plazo en la salud humana destacamos: irritación de ojos, de la piel y el tracto respiratorio. Además de ello, la sustancia puede causar efectos en: el sistema cardiovascular, el tracto gastrointestinal, el hígado, el riñón y el sistema nervioso central. Todo ello dando lugar a graves hemorragias, pérdida de fluidos, pérdida de electrolitos, colapso, shock y muerte.
- Inhalación

Su inhalación provoca tos, dolor de cabeza y dolor de garganta. Puede afectar a las mucosas, dando lugar a la perforación del tabique nasal o alteraciones del tejidos muconasales.  Deben evitarse las exposiciones largas.
- Piel

Al contacto con la piel provoca dolor y enrojecimiento. Si este contacto es prolongado o repetido puede producir dermatitis. Por ello, en su uso es conveniente usar guantes y un traje de protección.
- Ojos

Provoca irritación y dolor. Se recomienda pantalla facial o protección ocular.
- Ingestión

Sensación de quemazón, daño gastrointestinal grave con resultado de vómitos y diarrea.
- Sistema Nervioso

Puede afectar al sistema nervioso periférico, dando lugar a neuropatías.

### Efectos crónicos
Está declarada por la agencia internacional de seguridad química como posible cancirógeno. Hay que tener en cuenta que los  efectos no son inmediatos, por ello que es preciso llevar a cabo una vigilancia médica.

## Efectos en medio ambiente
El arseniato de sodio es moderadamente tóxico para las aves e invertebrados acuáticos, y  ligeramente tóxico para los peces. Este tóxico pentavalente es reducido a la forma trivalente, seguido por transformación en las formas orgánicas que luego se excretarán a través de la orina al cabo de varios días. Todos los animales poseen este metabolismo, excepto las ratas, que retienen el arsénico en su cuerpo durante un máximo de 90 días.

## Episodios relacionados con Arseniato Sódico

### 1978. España
Episodio donde hubo unas 200 intoxicaciones con varias muertes en Extremadura producidas por la adición de arseniato de sodio a un vino para controlar la acidez.

## Datos de su Toxicidad
Experimentos hechos con animales:
- Intramuscular. Ratón. DL50 = 38,04.
- Intraperitoneal. Rata. DLm = 34,72.
- Subcutánea. Cobayo. DLm = 21,77.